# Jetalliance
Jetalliance Flugbetriebs GesmbH, действующая как Jetalliance, — австрийская чартерная авиакомпания со штаб-квартирой в Обервальтерсдорфе (Нижняя Австрия), предоставляющая с 1996 года услуги нерегулярных пассажирских и грузовых авиаперевозок на реактивных самолётах бизнес-класса.
Портом приписки авиакомпании является международный аэропорт Вены.

## Операционная деятельность
Авиакомпания Jetalliance работает под полной европейской лицензией, пассажирские рейсы в Соединённые Штаты и Канаду осуществляются под лицензией эксплуатанта Федерального управления гражданской авиации США в части раздела 129 (чартерные перевозки).

## Флот

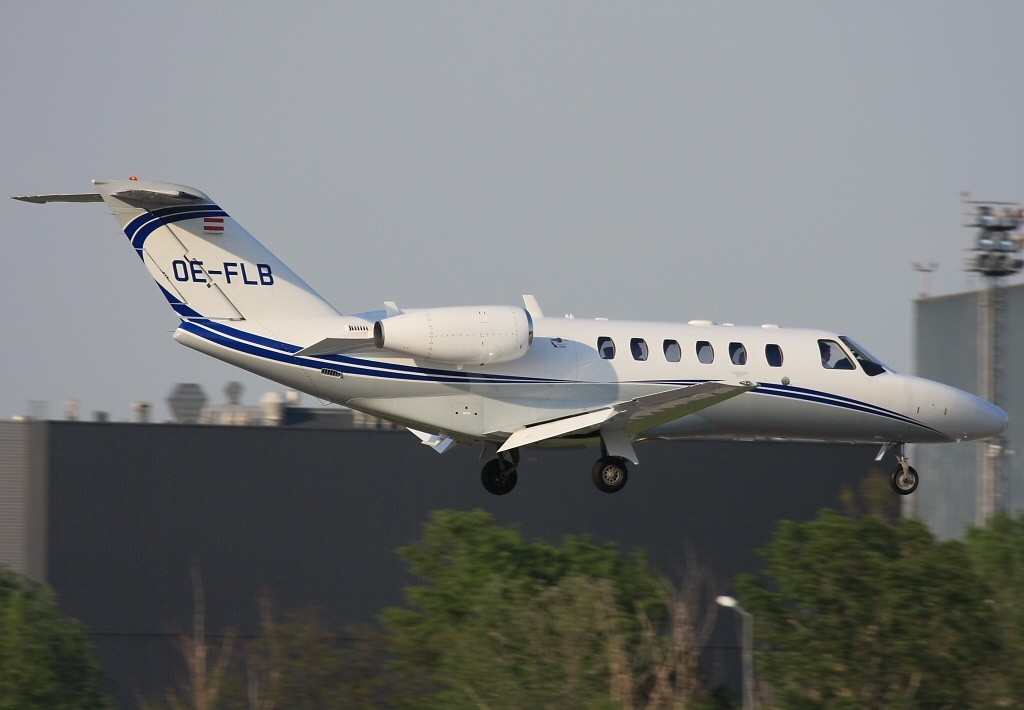
Посадка Cessna 525A-Citation авиакомпании JetAlliance в венском международном аэропорту

По состоянию на 10 сентября 2008 года воздушный флот авиакомпании Jetalliance составляли следующие самолёты:
- Bombardier Challenger 850 — 2 ед.
- Bombardier Learjet 60 — 1 ед.
- Cessna CitationJet — 3 ед.
- Cessna Citation Ultra — 1 ед.
- Cessna Citation X — 3 ед. + 2 заказано
- Cessna Citation XLS — 3 ед.
- Dassault Falcon 50EX — 1 ед.
- Dassault Falcon 900B — 1 ед.
- Dassault Falcon 2000 — 2 ед.
- Embraer ERJ-135 Legacy — 2 ед.
- Gulfstream G550 — 1 ед.
- Gulfstream GIV — 1 ед.
- Raytheon Beechjet 400A — 1 ед.

### Заказы
- Airbus A318 Elite — 3 ед.
- Airbus A319 Corporate Jet — 1 ед.

В декабре 2005 года компания получила первый выпущенный производителем лайнер Dassault Falcon 2000.
В 2006 году авиакомпания эксплуатировала 37 самолётов, средний возраст которых составлял 3,5 лет.
В 2006 году руководство перевозчика объявило о заказе самолётов Airbus A318 и Airbus A319 в 14-местной бизнес-компоновке пассажирских салонов.

### Эксплуатировавшиеся ранее
Ниже приведены самолёты, выведенные из эксплуатации авиакомпанией Jetalliance:
- 1 Bombardier Learjet 45
- 1 Dornier 328JET
- 1 Gulfstream V
- 1 McDonnell Douglas MD-83
- 2 Raytheon Beechjet 400A